# Cafè instantani

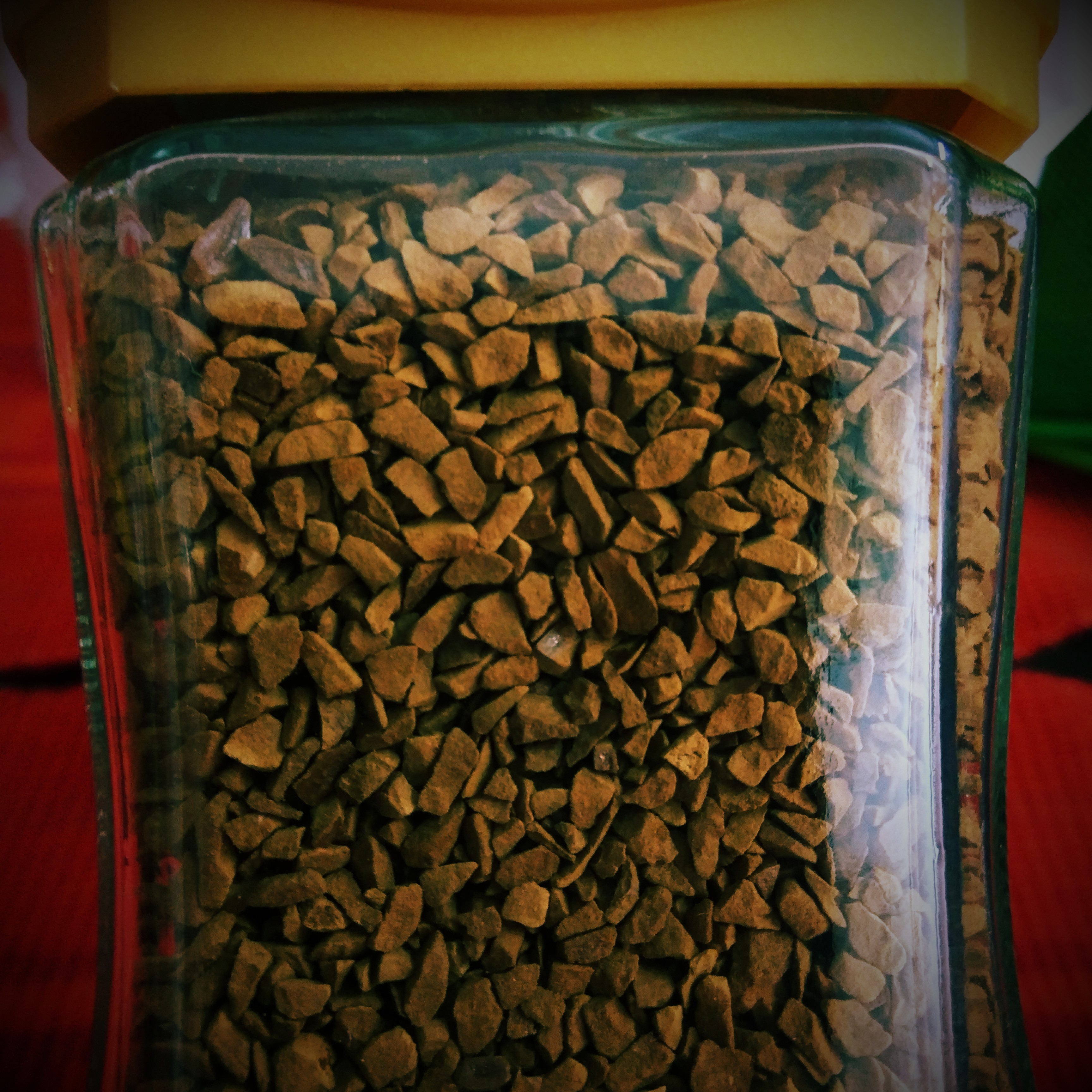
Cafè instantani dins d'un pot.

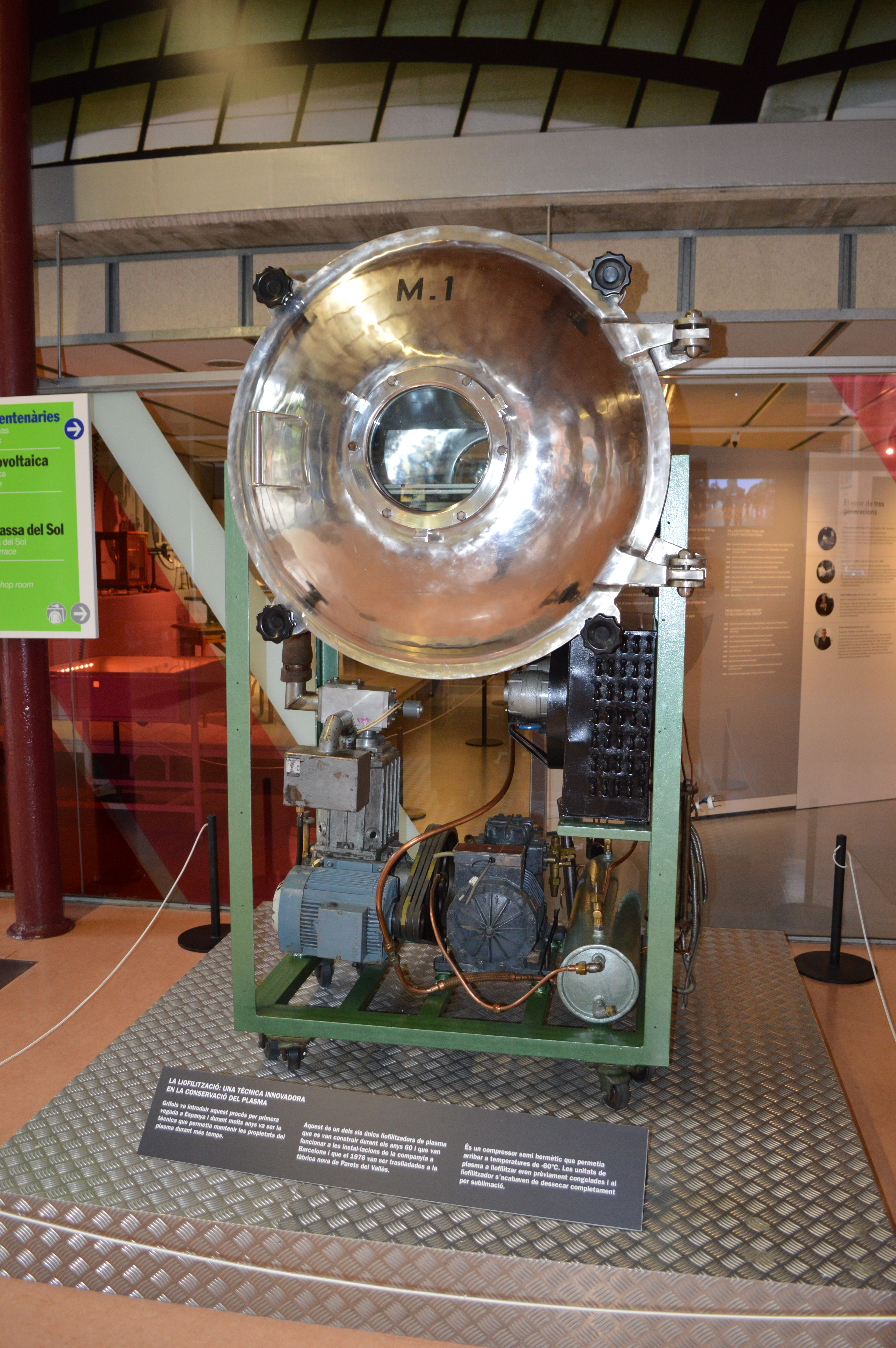
Liofilitzadora, un dels tipus de màquines emprats en la producció de cafè instantani.

El cafè instantani o cafè soluble és un producte alimentari elaborat sec, en pols o granulat, que conté exclusivament extractes de cafè verd del qual s'extreuen i que permet obtenir ràpidament una beguda amb gust de cafè per mitjà de l'addicció d'aigua. El preparat de gust de cafè obtingut equival aproximadament a una tercera part del pes del cafè verd. L'avantatge que presenta és que pot dissoldre ràpidament en aigua calenta, sense necessitat de cafetera ni cap aparell especial, per a ser consumit. Aquesta propietat també resulta pràctica a la pastisseria, ja que una o dues culleradetes d'aquesta preparació seca poden donar gust de cafè a un pastís, a flams, panellets, púdings, etc.

## Origen
Hi ha diverses patents d'elaboració de cafè instantani de finals del segle xix i principis del segle xx. La més antiga coneguda, de l'any 1881, és una patent del francès Alphonse Allait, que es pot considerar l'inventor del cafè soluble. El químic japonès Satori Kato és citat en moltes fonts com l'inventor, havent-lo presentat el 1901 als Estats Units. Altres fonts consideren que va ser obra de l'anglès George C. Washington, a Guatemala, l'any 1906.
La companyia suïssa Nestlé va desenvolupar un nou procés de producció de cafè instantani, introduint-la al mercat l'abril de 1938 amb el nom comercial de Nescafé. Va assolir un gran volum de producció essent distribuïda com a part de les racions perquè els soldats estatunidencs poguessin prendre cafè durant la Segona Guerra Mundial. Després van promocionar-lo per a vendre-ho a les llars a escala mundial.

## Producció
La denominació cafè soluble es reserva al producte sec que resulta de l'extracció del cafè torrat per mitjà d'aigua potable i que conté exclusivament els principis solubles, sàpids i aromàtics del cafè.
Per a obtenir el cafè soluble s'utilitzen dos processos diferents: l'spray-dry i la liofilització. Als dos casos, el torrat o torrat del cafè se fa a menor temperatura (entre 190 i 210 °C) i a continuació és molt i s'infusiona en aigua calenta. El líquid obtingut es tracta en diversos tancs per a ésser sotmès a diferents processos de deshidratació. A la deshidratació per centrifugació es projecten forts corrents d'aire a temperatures molt elevades, i això provoca la fixació de partícules sòlides a les parets del tanc. Al procés spray-dry la deshidratació es fa per aire calent, mentre que a la liofilització es realitza per congelació brusca a baixes temperatures. Les partícules sòlides obtingudes es polvoritzen finament i s'envasen en sobres o recipients de plàstic o de vidre, que després són sotmesos a diferents envasos secundaris i emportats als magatzems i punts de venda.
Es tracta d'un derivat de la beguda del cafè que tracta de reproduir el seu gust i color en tornant a afegir aigua. Al cafè soluble, a part de tenir un sabor diferent, no s'aprecien les aromes i sabors dels components volàtils del cafè, sobretot de l'aràbica.